# Llista de ciutats de Portugal
Actualment (any 2010) Portugal té 156 poblacions amb la consideració de ciutat.
| Escut                      | Ciutat                     | Concelho (municipi)        | Districte/Regió Autònoma | Superfície | Població | Nº de freguesias (parròquia civil) | Freguesias que formen part de la ciutat | Des de |
| -------------------------- | -------------------------- | -------------------------- | ------------------------ | ---------- | -------- | ---------------------------------- | --- | --- |
| Abrantes                   | Abrantes                   | Abrantes                   | Santarém                 |            | 18600    | 4                                  | Alferrarede, Rossio ao Sul do Tejo, São João i São Vicente | 1916 (14 de juny) |
| Agualva-Cacém              | Agualva-Cacém              | Sintra                     | Lisboa                   | 10,51 km²  | 121000   | 4                                  | Agualva, Cacém, Mira Sintra i São Marcos | 2001 (12 de juliol) |
| Águeda                     | Águeda                     | Águeda                     | Aveiro                   |            | 11357    | 1                                  | Águeda | 1985 (14 d'agost) |
| Albufeira                  | Albufeira                  | Albufeira                  | Faro                     |            | 16237    | 1                                  | Albufeira | 1986 (20 d'agost) |
| Alcácer do Sal             | Alcácer do Sal             | Alcácer do Sal             | Setúbal                  |            | 9118     | 2                                  | Santa Maria do Castelo, Santiago | 1997 (12 de juliol) |
| Alcobaça                   | Alcobaça                   | Alcobaça                   | Leiria                   |            | 15800    | 4                                  | Alcobaça, Évora de Alcobaça, Prazeres, Vestiaria | 1995 (30 d'agost) |
| Almada                     | Almada                     | Almada                     | Setúbal                  | 13,74 km²  | 101500   | 6                                  | Almada, Cacilhas, Cova da Piedade, Feijó, Laranjeiro i Pragal | 1973 (14 de juny) |
| Sense Escut                | Almeirim                   | Almeirim                   | Santarém                 |            | 11607    | 1                                  | Almeirim | 1991 (16 d'agost) |
| Alverca do Ribatejo        | Alverca do Ribatejo        | Vila Franca de Xira        | Lisboa                   |            | 29086    | 1                                  | Alverca do Ribatejo | 1990 (9 d'agost) |
| Amadora                    | Amadora                    | Amadora                    | Lisboa                   |            | 151500   | 11                                 | Alfornelos, Alfragide, Brandoa, Buraca, Damaia, Falagueira, Mina, Reboleira, São Brás, Venda Nova, Venteira | 1979 (17 de setembre) |
| Amarante                   | Amarante                   | Amarante                   | Porto                    |            | 11000    | 3                                  | Cepelos, Madalena i São Gonçalo | 1985 (14 d'agost) |
| Amora                      | Amora                      | Seixal                     | Setúbal                  | 27,31 km²  | 53638    | 1                                  | Amora | 1993 (2 de juliol) |
|                            | Anadia                     | Anadia                     | Aveiro                   |            | 3533     | 2                                  | Arcos i Moita | 2004 (9 de desembre) |
| Angra do Heroísmo          | Angra do Heroísmo          | Angra do Heroísmo          | Açores                   |            | 21200    | 4                                  | Nossa Senhora da Conceição, Santa Luzia, São Pedro i Sé | 1534 (21 d'agost) |
| Aveiro                     | Aveiro                     | Aveiro                     | Aveiro                   |            | 67003    | 6                                  | Aradas, Esgueira, Glória, São Bernardo, Santa Joana i Vera Cruz | 1759 (11 d'abril) |
| Barcelos                   | Barcelos                   | Barcelos                   | Braga                    |            | 20000    | 1                                  | Barcelos | 1928 (6 de setembre) |
| Barreiro                   | Barreiro                   | Barreiro                   | Setúbal                  |            | 50232    | 3                                  | Alto do Seixalinho, Barreiro i Verderena | 1984 (28 de juny) |
| Beja                       | Beja                       | Beja                       | Beja                     |            | 23475    | 4                                  | Salvador, Santa Maria da Feira, Santiago Maior i São João Baptista | 1521 (10 d'abril) |
| Borba                      | Borba                      | Borba                      | Évora                    |            | 4600     | 2                                  | Matriz i São Bartolomeu | 2009 (12 de juny) |
| Braga                      | Braga                      | Braga                      | Braga                    |            | 170250   | 7                                  | Cividade, Maximinos, São João do Souto, São José de São Lázaro, São Vicente, São Vítor i Sé | Ciutat fundada pels romans l'any 14 EC amb el nom de Bracara Augusta |
| Bragança                   | Bragança                   | Bragança                   | Bragança                 |            | 19998    | 2                                  | Santa Maria i Sé | 1464 (23 de febrer) |
| Caldas da Rainha           | Caldas da Rainha           | Caldas da Rainha           | Leiria                   |            | 30006    | 2                                  | Nossa Senhora do Pópulo i Santo Onofre | 1927 (26 d'agost) |
| Câmara de Lobos            | Câmara de Lobos            | Câmara de Lobos            | Madeira                  |            | 16842    | 1                                  | Câmara de Lobos | 1996 (2 d'agost) |
| Sense Escut                | Caniço                     | Santa Cruz                 | Madeira                  |            | 11586    | 1                                  | Caniço | 2005 (10 de juny) |
| Cantanhede                 | Cantanhede                 | Cantanhede                 | Coimbra                  |            | 7066     | 1                                  | Cantanhede | 1991 (16 d'agost) |
| Cartaxo                    | Cartaxo                    | Cartaxo                    | Santarém                 |            | 10115    | 1                                  | Cartaxo | 1995 (30 d'agost) |
| Castelo Branco             | Castelo Branco             | Castelo Branco             | Castelo Branco           |            | 34525    | 1                                  | Castelo Branco | 1771 (20 de març) |
| Chaves                     | Chaves                     | Chaves                     | Vila Real                |            | 19307    | 3                                  | Madalena, Santa Maria Maior i Santa Cruz - Trindade | 1929 (18 de març) |
| Coimbra                    | Coimbra                    | Coimbra                    | Coimbra                  |            | 138540   | 6                                  | Almedina, Santa Clara, Santa Cruz, Santo António dos Olivais, São Bartolomeu i Sé Nova | conquerida als moros per Ferran I de Lleó el 24 de juliol de 1064 |
| Sense Escut                | Costa da Caparica          | Almada                     | Setúbal                  |            | 14100    | 1                                  | Costa da Caparica | 2004 (9 de desembre) |
| Covilhã                    | Covilhã                    | Covilhã                    | Castelo Branco           |            | 36147    | 4                                  | Conceição, Santa Maria, São Martinho i São Pedro | 1870 (20 d'octubre) |
| Elvas                      | Elvas                      | Elvas                      | Portalegre               |            | 28106    | 4                                  | Ajuda, Salvador i Santo Ildefonso, Alcáçova, Assunção i Caia i São Pedro | 1513 (21 d'abril) |
| Entroncamento              | Entroncamento              | Entroncamento              | Santarém                 |            | 20065    | 2                                  | Nossa Senhora de Fátima i São João Baptista | 1991 (16 d'agost) |
| Ermesinde                  | Ermesinde                  | Valongo                    | Porto                    |            | 40139    | 1                                  | Ermesinde | 1990 (10 d'agost) |
| Sense Escut                | Esmoriz                    | Ovar                       | Aveiro                   |            | 11200    | 1                                  | Esmoriz | 1993 (2 de juliol) |
| Espinho                    | Espinho                    | Espinho                    | Aveiro                   |            | 10500    | 1                                  | Espinho | 1973 (14 de juny) |
| Esposende                  | Esposende                  | Esposende                  | Braga                    |            | 9148     | 3                                  | Esposende, Gandra i Marinhas | 1993 (2 de juliol) |
| Estarreja                  | Estarreja                  | Estarreja                  | Aveiro                   |            | 7000     | 1                                  | Beduído | 2004 (9 de desembre) |
| Estremoz                   | Estremoz                   | Estremoz                   | Évora                    |            | 9011     | 2                                  | Santa Maria i Santo André | 1926 (31 d'agost) |
| Évora                      | Évora                      | Évora                      | Évora                    |            | 46417    | 3                                  | Santo Antão, São Mamede, Sé e São Pedro | Refundada pels romans com Ebora Cerealis i més tard Liberalitas Julia sobre un poblat celta el 27 EC; conquerida als moros per Geraldo Sem-Pavor el 1165 |
| Fafe                       | Fafe                       | Fafe                       | Braga                    |            | 15323    | 1                                  | Fafe | 1986 (23 d'agost) |
| Faro                       | Faro                       | Faro                       | Faro                     |            | 43757    | 2                                  | São Pedro i Sé | 1540 (7 de setembre) |
| Fátima                     | Fátima                     | Ourém                      | Santarém                 |            | 10302    | 1                                  | Fátima | 1997 (12 de juliol) |
| Felgueiras                 | Felgueiras                 | Felgueiras                 | Porto                    |            | 15100    | 1                                  | Margaride (Santa Eulália) | 1990 (10 d'agost) |
| Figueira da Foz            | Figueira da Foz            | Figueira da Foz            | Coimbra                  |            | 36500    | 2                                  | Buarcos i São Julião da Figueira da Foz | 1882 (20 de setembre) |
| Sense Escut                | Fiães                      | Santa Maria da Feira       | Aveiro                   |            | 13100    | 1                                  | Fiães | 2001 (12 de juliol) |
| Sense Escut                | Freamunde                  | Paços de Ferreira          | Porto                    |            | 7452     | 1                                  | Freamunde | 2001 (12 de juliol) |
| Funchal                    | Funchal                    | Funchal                    | Madeira                  |            | 100526   | 4                                  | Santa Luzia, Santa Maria Maior, São Pedro i Sé | 1508 (21 d'agost) |
| Fundão                     | Fundão                     | Fundão                     | Castelo Branco           |            | 8957     | 1                                  | Fundão | 1988 (19 d'abril) |
| Gafanha da Nazaré          | Gafanha da Nazaré          | Ílhavo                     | Aveiro                   |            | 14021    | 1                                  | Gafanha da Nazaré | 2001 (21 de juliol) |
| Sense Escut                | Gandra                     | Paredes                    | Porto                    |            | 5200     | 1                                  | Gandra | 2003 (26 d'agost) |
| Gondomar                   | Gondomar                   | Gondomar                   | Porto                    |            | 25000    | 1                                  | São Cosme | 1991 (16 d'agost) |
| Gouveia                    | Gouveia                    | Gouveia                    | Guarda                   |            | 3500     | 2                                  | São Julião i São Pedro | 1988 (1 de febrer) |
| Guarda                     | Guarda                     | Guarda                     | Guarda                   |            | 32274    | 3                                  | Sao Miguel da Guarda, São Vicente i Sé | 1199 (27 de novembre) foral de D. Sancho I de Portugal |
| Guimarães                  | Guimarães                  | Guimarães                  | Braga                    |            | 52181    | 3                                  | Oliveira do Castelo, São Paio i São Sebastião | 1853 (22 de juny) |
| Horta                      | Horta                      | Horta                      | Açores                   |            | 9000     | 3                                  | Angústias, Conceição i Matriz | 1833 (13 de juliol) |
| Ílhavo                     | Ílhavo                     | Ílhavo                     | Aveiro                   |            | 17200    | 1                                  | Ílhavo (São Salvador) | 1990 (9 d'agost) |
| Lagoa                      | Lagoa                      | Lagoa                      | Faro                     |            | 5000     | 1                                  | Lagoa | 2001 (12 de juliol) |
| Lagos                      | Lagos                      | Lagos                      | Faro                     |            | 20000    | 2                                  | Santa Maria i São Sebastião | 1573 (27 de gener) |
| Lamego                     | Lamego                     | Lamego                     | Viseu                    |            | 12000    | 2                                  | Almacave i Sé | Conquerida als moros per Ferran I de Lleó el 29 de novembre de 1057 |
| Leiria                     | Leiria                     | Leiria                     | Leiria                   |            | 50264    | 6                                  | Leiria, Barosa, Barreira, Marrazes, Parceiros, Pousos, Flores | 1545 (13 de juny) |
| Lisboa                     | Lisboa                     | Lisboa                     | Lisboa                   | 83,84 km²  | 508209   | 53                                 | Ajuda, Alcântara, Alto do Pina, Alvalade, Ameixoeira, Anjos, Beato, Benfica, Campo Grande, Campolide, Carnide, Castelo, Charneca, Coração de Jesus, Encarnação, Graça, Lapa, Lumiar, Madalena, Mártires, Marvila, Mercês, Nossa Senhora de Fátima, Pena, Penha de França, Prazeres, Sacramento, Santa Catarina, Santa Engrácia, Santa Isabel, Santa Justa, Santa Maria de Belém, Santa Maria dos Olivais, Santiago, Santo Condestável, Santo Estêvão, Santos-o-Velho, São Cristóvão i São Lourenço, São Domingos de Benfica, São Francisco Xavier, São João, São João de Brito, São João de Deus, São Jorge de Arroios, São José, São Mamede, São Miguel, São Nicolau, São Paulo, São Sebastião da Pedreira, São Vicente de Fora, Sé i Socorro | Conquerida als moros per Alfons I de Portugal amb l'ajuda d'una tropa de croats el 25 d'octubre de 1147; dividida en dues ciutats (Lisboa Occidental i Lisboa Oriental entre el 15 de gener de 1717 i el 31 d'agost de 1741). Anterior denominació: Lixbona; Olíssipo. |
| Sense Escut                | Lixa                       | Felgueiras                 | Porto                    | 12,58 km²  | 5500     | 4                                  | Borba de Godim, Macieira da Lixa, Santão i Vila Cova da Lixa | 1995 (30 d'agost) |
| Loulé                      | Loulé                      | Loulé                      | Faro                     |            | 24000    | 2                                  | São Clemente i São Sebastião | 1988 (1 de febrer) |
| Loures                     | Loures                     | Loures                     | Lisboa                   |            | 26000    | 1                                  | Loures | 1990 (9 d'agost) |
| Sense Escut                | Lourosa                    | Santa Maria da Feira       | Aveiro                   |            | 11300    | 1                                  | Lourosa | 2001 (12 de juliol) |
| Macedo de Cavaleiros       | Macedo de Cavaleiros       | Macedo de Cavaleiros       | Bragança                 |            | 7800     | 1                                  | Macedo de Cavaleiros | 1999 (24 de juny) |
| Machico                    | Machico                    | Machico                    | Madeira                  |            | 13700    | 1                                  | Machico | 1996 (2 d'agost) |
| Maia                       | Maia                       | Maia                       | Porto                    |            | 40000    | 3                                  | Gueifães, Maia i Vermoim | 1986 (23 d'agost) |
| Mangualde                  | Mangualde                  | Mangualde                  | VIseu                    |            | 8107     | 1                                  | Mangualde | 1986 (23 d'agost) |
| Marco de Canaveses         | Marco de Canaveses         | Marco de Canaveses         | Porto                    |            | 9000     | 4                                  | Fornos, Tuias, Rio de Galinhas i São Nicolau | 1993 (2 de juliol) |
| Marinha Grande             | Marinha Grande             | Marinha Grande             | Leiria                   |            | 29100    | 1                                  | Marinha Grande | 1988 (19 d'abril) |
| Matosinhos                 | Matosinhos                 | Matosinhos                 | Porto                    |            | 47703    | 2                                  | Leça da Palmeira i Matosinhos | 1984 (28 de juny) |
| Mealhada                   | Mealhada                   | Mealhada                   | Aveiro                   |            | 5500     | 1                                  | Mealhada | 2003 (26 d'agost) |
| Mêda                       | Mêda                       | Mêda                       | Guarda                   |            | 2090     | 1                                  | Mêda | 2004 (9 de desembre) |
| Miranda do Douro           | Miranda do Douro           | Miranda do Douro           | Bragança                 |            | 2120     | 1                                  | Miranda do Douro | 1545 (10 de juliol) |
| Mirandela                  | Mirandela                  | Mirandela                  | Bragança                 |            | 11000    | 1                                  | Mirandela | 1984 (28 de juny) |
| Montemor-o-Novo            | Montemor-o-Novo            | Montemor-o-Novo            | Évora                    |            | 14000    | 2                                  | Nossa Senhora da Vila i Nossa Senhora do Bispo | 1988 (19 d'abril) |
| Montijo                    | Montijo                    | Montijo                    | Setúbal                  |            | 30486    | 2                                  | Afonsoeiro i Montijo | 1985 (14 d'agost) |
| Moura                      | Moura                      | Moura                      | Beja                     |            | 10000    | 2                                  | Santo agostinho i São João Baptista | 1988 (1 de febrer) |
| Odivelas                   | Odivelas                   | Odivelas                   | Lisboa                   |            | 54500    | 1                                  | Odivelas | 1990 (10 d'agost) |
| Olhão da Restauração       | Olhão da Restauração       | Olhão                      | Faro                     |            | 31100    | 1                                  | Olhão | 1985 (14 d'agost) |
| Oliveira de Azeméis        | Oliveira de Azeméis        | Oliveira de Azeméis        | Aveiro                   |            | 15000    | 1                                  | Oliveira de Azeméis | 1984 (16 de maig) |
| Oliveira do Bairro         | Oliveira do Bairro         | Oliveira do Bairro         | Aveiro                   |            | 5005     | 1                                  | Oliveira do Bairro | 2003 (26 d'agost) |
| Oliveira do Hospital       | Oliveira do Hospital       | Oliveira do Hospital       | Coimbra                  |            | 4400     | 1                                  | Oliveira do Hospital | 1993 (2 de juliol) |
| Ourém                      | Ourém                      | Ourém                      | Santarém                 |            | 11100    | 2                                  | Nossa Senhora da Piedade i Nossa Senhora das Misericórdias | 1991 (16 de d'agost) |
| Ovar                       | Ovar                       | Ovar                       | Aveiro                   |            | 18900    | 1                                  | Ovar | 1984 (28 de juny) |
| Paços de Ferreira          | Paços de Ferreira          | Paços de Ferreira          | Porto                    |            | 9000     | 1                                  | Paços de Ferreira | 1993 (2 de juliol) |
| Paredes                    | Paredes                    | Paredes                    | Porto                    |            | 12500    | 1                                  | Castelões de Cepeda | 1991 (16 de d'agost) |
| Penafiel                   | Penafiel                   | Penafiel                   | Porto                    |            | 10000    | 1                                  | Penafiel | 1770 (3 de març) |
|                            | Peniche                    | Peniche                    | Leiria                   |            | 17500    | 3                                  | Ajuda, Conceição i São Pedro | 1988 (1 de febrer) |
| Peso da Régua              | Peso da Régua              | Peso da Régua              | Vila Real                |            | 10000    | 2                                  | Godim i Peso da Régua | 1985 (14 de d'agost) |
| Pinhel                     | Pinhel                     | Pinhel                     | Guarda                   |            | 3500     | 1                                  | Pinhel | 1770 (25 de d'agost) |
| Pombal                     | Pombal                     | Pombal                     | Coimbra                  |            | 18500    | 1                                  | Pombal | 1991 (16 de d'agost) |
| Ponta Delgada              | Ponta Delgada              | Ponta Delgada              | Açores                   |            | 46102    | 3                                  | São José, São Pedro i São Sebastião | 1546 (2 d'abril) |
| Ponte de Sor               | Ponte de Sor               | Ponte de Sor               | Portalegre               |            | 11000    | 1                                  | Ponte de Sor | 1985 (14 de d'agost) |
| Portalegre                 | Portalegre                 | Portalegre                 | Portalegre               |            | 15700    | 2                                  | São Lourenço i Sé | 1550 (23 de maig) |
| Portimão                   | Portimão                   | Portimão                   | Faro                     |            | 40700    | 1                                  | Portimão | 1924 (11 de desembre) |
| Porto                      | Porto                      | Porto                      | Porto                    | 41,66 km²  | 240227   | 15                                 | Aldoar, Bonfim, Campanhã, Cedofeita, Foz do Douro, Lordelo do Ouro, Massarelos, Miragaia, Nevogilde, Paranhos, Ramalde, Santo Ildefonso, São Nicolau, Sé i Vitória | |
| Póvoa de Santa Iria        | Póvoa de Santa Iria        | Vila Franca de Xira        | Lisboa                   |            | 28000    | 1                                  | Póvoa de Santa Iria | 1999 (24 de juny) |
| Póvoa de Varzim            | Póvoa de Varzim            | Póvoa de Varzim            | Porto                    |            | 38257    | 1                                  | Póvoa de Varzim | 1973 (14 de juny) |
| Praia da Vitória           | Praia da Vitória           | Praia da Vitória           | Açores                   |            | 6500     | 1                                  | Santa Cruz (Praia da Vitória) | 1981 (20 de juny) |
| Quarteira                  | Quarteira                  | Loulé                      | Faro                     |            | 21000    | 1                                  | Quarteira | 1999 (24 de juny) |
| Queluz                     | Queluz                     | Sintra                     | Lisboa                   |            | 116124   | 3                                  | Massamá, Monte Abraão i Queluz | 1997 (24 de juliol) |
| Sense Escut                | Rebordosa                  | Paredes                    | Porto                    |            | 12100    | 1                                  | Rebordosa | 2003 (26 de d'agost) |
| Reguengos de Monsaraz      | Reguengos de Monsaraz      | Reguengos de Monsaraz      | Évora                    |            | 7900     | 1                                  | Reguengos de Monsaraz | 2004 (9 de desembre) |
| Ribeira Grande             | Ribeira Grande             | Ribeira Grande             | Açores                   |            | 6350     | 2                                  | Conceição i Matriz | 1981 (29 de juny) |
| Rio Maior                  | Rio Maior                  | Rio Maior                  | Santarém                 |            | 11102    | 1                                  | Rio Maior | 1985 (14 de d'agost) |
| Sense Escut                | Rio Tinto                  | Gondomar                   | Porto                    |            | 61227    | 2                                  | Baguim do Monte i Rio Tinto | 1995 (30 de d'agost) |
| Sabugal                    | Sabugal                    | Sabugal                    | Guarda                   |            | 2300     | 1                                  | Sabugal | 2004 (9 de desembre) |
| Sacavém                    | Sacavém                    | Loures                     | Lisboa                   |            | 17000    | 1                                  | Sacavém | 1997 (4 de juny) |
| Samora Correia             | Samora Correia             | Benavente                  | Santarém                 |            | 12826    | 1                                  | Samora Correia | 2009 (12 de juny) |
| Santa Comba Dão            | Santa Comba Dão            | Santa Comba Dão            | Viseu                    |            | 3200     | 1                                  | Santa Comba Dão | 1999 (24 de juny) |
| Santa Cruz                 | Santa Cruz                 | Santa Cruz                 | Madeira                  |            | 6500     | 1                                  | Santa Cruz | 1996 (2 de d'agost) |
| Santa Maria da Feira       | Santa Maria da Feira       | Santa Maria da Feira       | Aveiro                   |            | 16900    | 1                                  | Feira | 1985 (14 de d'agost) |
| Santana                    | Santana                    | Santana                    | Madeira                  |            | 3300     | 1                                  | Santana | 2000 (6 de juliol) |
| Santarém                   | Santarém                   | Santarém                   | Santarém                 |            | 30100    | 4                                  | Marvila, Santa Iria da Ribeira de Santarém, São Nicolau i São Salvador | 1868 (24 de desembre) |
| Santiago do Cacém          | Santiago do Cacém          | Santiago do Cacém          | Setúbal                  |            | 7753     | 1                                  | Santiago do Cacém | 1991 (16 de d'agost) |
| Santo Tirso                | Santo Tirso                | Santo Tirso                | Porto                    |            | 14100    | 1                                  | Santo Tirso | 1985 (14 de d'agost) |
| São João da Madeira        | São João da Madeira        | São João da Madeira        | Aveiro                   |            | 21102    | 1                                  | São João da Madeira | 1984 (28 de juny) |
| São Mamede de Infesta      | São Mamede de Infesta      | Matosinhos                 | Porto                    |            | 27000    | 1                                  | São Mamede de Infesta | 2001 (12 de juliol) |
| São Pedro do Sul           | São Pedro do Sul           | São Pedro do Sul           | Viseu                    |            | 4011     | 1                                  | São Pedro do Sul | 2009 (12 de juny) |
| Sense Escut                | São Salvador de Lordelo    | Paredes                    | Porto                    |            | 11000    | 1                                  | São Salvador de Lordelo | 2003 (26 de d'agost) |
| Seia                       | Seia                       | Seia                       | Guarda                   |            | 7000     | 1                                  | Seia | 1986 (23 de d'agost) |
| Seixal                     | Seixal                     | Seixal                     | Setúbal                  |            | 31101    | 2                                  | Arrentela i Seixal | 1993 (2 de juliol) |
| Senhora da Hora            | Senhora da Hora            | Matosinhos                 | Porto                    |            | 26543    | 1                                  | Senhora da Hora | 2009 (12 de juny) |
| Serpa                      | Serpa                      | Serpa                      | Beja                     |            | 9990     | 2                                  | Salvador i Santa Maria | 2003 (26 de d'agost) |
| Setúbal                    | Setúbal                    | Setúbal                    | Setúbal                  |            | 120636   | 4                                  | Nossa Senhora da Anunciada, Santa Maria da Graça, São Julião i São Sebastião | 1860 (19 d'abril) |
| Silves                     | Silves                     | Silves                     | Faro                     |            | 11000    | 1                                  | Silves | Reconquerida als moros el 1246 |
| Sines                      | Sines                      | Sines                      | Setúbal                  |            | 15555    | 1                                  | Sines | 1997 (12 de juliol) |
| Tarouca                    | Tarouca                    | Tarouca                    | Viseu                    |            | 3200     | 1                                  | Tarouca | 2004 (9 de desembre) |
| Tavira                     | Tavira                     | Tavira                     | Faro                     |            | 13300    | 2                                  | Santa Maria i Santiago | 1520 (16 de març) |
| Tomar                      | Tomar                      | Tomar                      | Santarém                 |            | 20000    | 2                                  | Santa Maria dos Olivais i São João Baptista | 1844 (12 de febrer) |
| Tondela                    | Tondela                    | Tondela                    | Viseu                    |            | 10120    | 1                                  | Tondela | 1988 (1 de febrer) |
| Torres Novas               | Torres Novas               | Torres Novas               | Santarém                 |            | 14900    | 4                                  | Salvador, Santa Maria, Santiago, São Pedro | 1985 (14 de d'agost) |
| Torres Vedras              | Torres Vedras              | Torres Vedras              | Lisboa                   |            | 27200    | 2                                  | Santa Maria do Castelo i São Miguel i São Pedro i Santiago | 1979 (3 de febrer) |
| Trancoso                   | Trancoso                   | Trancoso                   | Guarda                   |            | 3350     | 2                                  | Santa Maria i São Pedro | 2004 (9 de desembre) |
| Trofa                      | Trofa                      | Trofa                      | Porto                    |            | 22000    | 2                                  | São Martinho de Bougado i Santiago de Bougado | 1993 (2 de juliol) |
| Sense Escut                | Valbom                     | Gondomar                   | Porto                    |            | 14100    | 1                                  | Valbom | 2004 (9 de desembre) |
| Vale de Cambra             | Vale de Cambra             | Vale de Cambra             | Aveiro                   |            | 4200     | 1                                  | Vila Chã | 1993 (2 de juliol) |
| Valença                    | Valença                    | Valença                    | Viana do Castelo         |            | 8000     | 1                                  | Valença | 2009 (12 de juny) |
| Valongo                    | Valongo                    | Valongo                    | Porto                    |            | 27900    | 1                                  | Valongo | 1990 (10 de d'agost) |
| Valpaços                   | Valpaços                   | Valpaços                   | Vila Real                |            | 4102     | 1                                  | Valpaços | 1999 (24 de juny) |
| Vendas Novas               | Vendas Novas               | Vendas Novas               | Évora                    |            | 10103    | 1                                  | Vendas Novas | 1993 (2 de juliol) |
| Viana do Castelo           | Viana do Castelo           | Viana do Castelo           | Viana do Castelo         |            | 36750    | 5                                  | Areosa, Darque, Meadela, Monserrate i Santa Maria Maior | 1848 (20 de gener) |
| Vila Baleira               | Vila Baleira               | Porto Santo                | Madeira                  |            | 4475     | 1                                  | Porto Santo | 1996 (6 de d'agost) |
| Vila do Conde              | Vila do Conde              | Vila do Conde              | Porto                    |            | 32257    | 1                                  | Vila do Conde | 1988 (1 de febrer) |
| Vila Franca de Xira        | Vila Franca de Xira        | Vila Franca de Xira        | Lisboa                   |            | 19000    | 1                                  | Vila Franca de Xira | 1984 (28 de juny) |
| Vila Nova de Famalicão     | Vila Nova de Famalicão     | Vila Nova de Famalicão     | Braga                    |            | 30100    | 1                                  | Vila Nova de Famalicão | 1985 (14 de d'agost) |
| Vila Nova de Foz Côa       | Vila Nova de Foz Côa       | Vila Nova de Foz Côa       | Guarda                   |            | 3303     | 1                                  | Vila Nova de Foz Côa | 1997 (12 de juliol) |
| Vila Nova de Gaia          | Vila Nova de Gaia          | Vila Nova de Gaia          | Porto                    |            | 178526   | 3                                  | Mafamude, Santa Marinha, Sao Pedro de Afurada | 1984 (28 de juny) |
| Vila Nova de Santo André   | Vila Nova de Santo André   | Santiago do Cacém          | Setúbal                  |            | 12123    | 1                                  | Santo André | 2003 (26 de d'agost) |
| Vila Real                  | Vila Real                  | Vila Real                  | Vila Real                |            | 27250    | 3                                  | Nossa Senhora da Conceição, São Dinis i São Pedro | 1925 (20 de juliol) |
| Vila Real de Santo António | Vila Real de Santo António | Vila Real de Santo António | Faro                     |            | 11000    | 1                                  | Vila Real de Santo António | 1988 (19 d'abril) |
| Viseu                      | Viseu                      | Viseu                      | Viseu                    |            | 50583    | 3                                  | Coração de Jesus, Santa Maria de Viseu i São José | Conquerida als moros per Ferran I de Lleó el 1057 |
| Vizela                     | Vizela                     | Vizela                     | Braga                    |            | 10100    | 2                                  | São João de Caldas de Vizela i São Miguel de Caldas de Vizela | 1998 (1 de setembre) |